# 祁偉濤
祁偉濤（葡萄牙語：Vítor Pereira Crespo，澳葡官定譯名為祁偉濤；1932年12月2日—2014年9月30日），葡萄牙政治人物，社會民主黨籍，曾任共和國議會議長。
祁偉濤畢業於哥英布拉大學科技學院，獲物理化學學士學位。隨後，他於1962年在柏克萊加州大學獲得化學博士學位。
1979年，祁偉濤當選為共和國議會議員。
1984至1985年間，他於巴黎擔任葡萄牙駐聯合國教科文組織大使及常駐代表。
他在第五屆共和國議會（1987年8月25日至1991年11月3日）中擔任議長，同時兼任國務委員會成員。

## 外部連結
- Espólio de Vítor Crespo doado pela sua família à Ephemera （页面存档备份，存于）